# Scambiatore a piastre
Lo scambiatore a piastre è uno scambiatore di calore a superficie in cui due correnti fluide a temperatura diversa scambiano il loro contenuto termico attraverso delle superfici lavorate a rilievo e disposte l'una accanto all'altra, dove i fluidi si avvicendano con flusso in controcorrente.

## Geometria e meccanismo di funzionamento

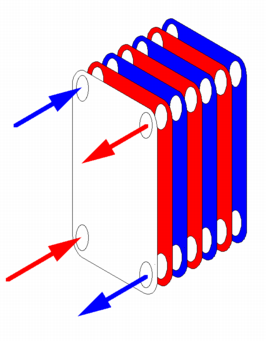
Schema di funzionamento di uno scambiatore a piastre.

Lo scambiatore a piastre è costituito da una sequenza di piastre corrugate (in modo da aumentare la superficie di scambio e la turbolenza ed evitare la flessione delle stesse) dello spessore di circa 0,5-3 mm, separate l'una dall'altra ad una distanza di circa 1,5–5 mm attraverso una guarnizione in gomma o in altro materiale, che garantisce la tenuta idraulica verso l'esterno e intorno ai fori di passaggio.
Ciascuna coppia di piastre delimita una camera di passaggio per il fluido caldo o per il fluido freddo, a seconda della posizione delle piastre; infatti ciascuna piastra è a contatto da un lato con il fluido caldo e dall'altro lato con il fluido freddo, in maniera alternata (per cui nella prima piastra il fluido freddo si trova sul lato destro e il fluido caldo sul lato sinistro, nella successiva il fluido caldo si trova sul lato destro e il fluido freddo sul lato sinistro, e così via). Ciascuna piastra presenta quattro fori (due fori di alimentazione e due fori di scarico) agli angoli della piastra.

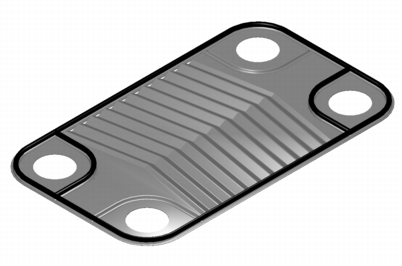
Piastra e guarnizione

I disegni dei rilievi presenti nella piastra variano a seconda del costruttore.

Esistono in commercio anche piastre piane in cui la funzione di miscelamento delle corrugazioni è invece demandata a dei "turbolatori" (o "miscelatori statici").

## Materiali
Sebbene molti fabbricanti propongano modelli con piastre in titanio, i materiali standard per le piastre sono UNS S31600 (AISI 316) oppure UNS S30400 (AISI 304) ovvero acciai inossidabili austenitici.

## Vantaggi e svantaggi
Di uso più recente, gli scambiatori a piastre hanno il vantaggio, rispetto allo scambiatore a fascio tubiero e mantello, di avere un ingombro ridotto a causa di un layout più compatto e di coefficienti di scambio termico più elevati. Presentano inoltre gradi di controcorrente più elevati.
A causa dei valori elevati dei coefficienti di scambio termico possono essere utilizzati quando la minima differenza di temperatura tra le due correnti (chiamata "approach") è minore di 1 °C, mentre gli scambiatori a fascio tubiero e mantello permettono di raggiungere valori di approach intorno a 5-10 °C.
Sono più flessibili degli scambiatori a fascio tubiero e mantello, in quanto sono facilmente ampliabili in caso di mutate esigenze di processo (basta aumentare il numero di piastre inserendone altre).
Presentano lo svantaggio di essere particolarmente sensibili allo sporcamento delle superfici di scambio, ma al contrario degli scambiatori a fascio tubiero e mantello permettono lo smontaggio completo e quindi l'operazione di pulizia delle superfici di scambio risulta più agevole.
Un altro dei vantaggi degli scambiatori a piastre è il costo relativamente basso delle versioni in materiali speciali: infatti una gran parte del costo è dovuta all'ammortamento delle attrezzature (gli stampi di imbutitura e le presse), che non cambia al variare del materiale di costruzione; il costo del materiale base incide quindi in misura minore di quanto non avvenga negli scambiatori a fascio tubiero.
Rispetto agli scambiatori a fascio tubiero possono sopportare temperature e pressioni di esercizio più basse.

## Applicazioni

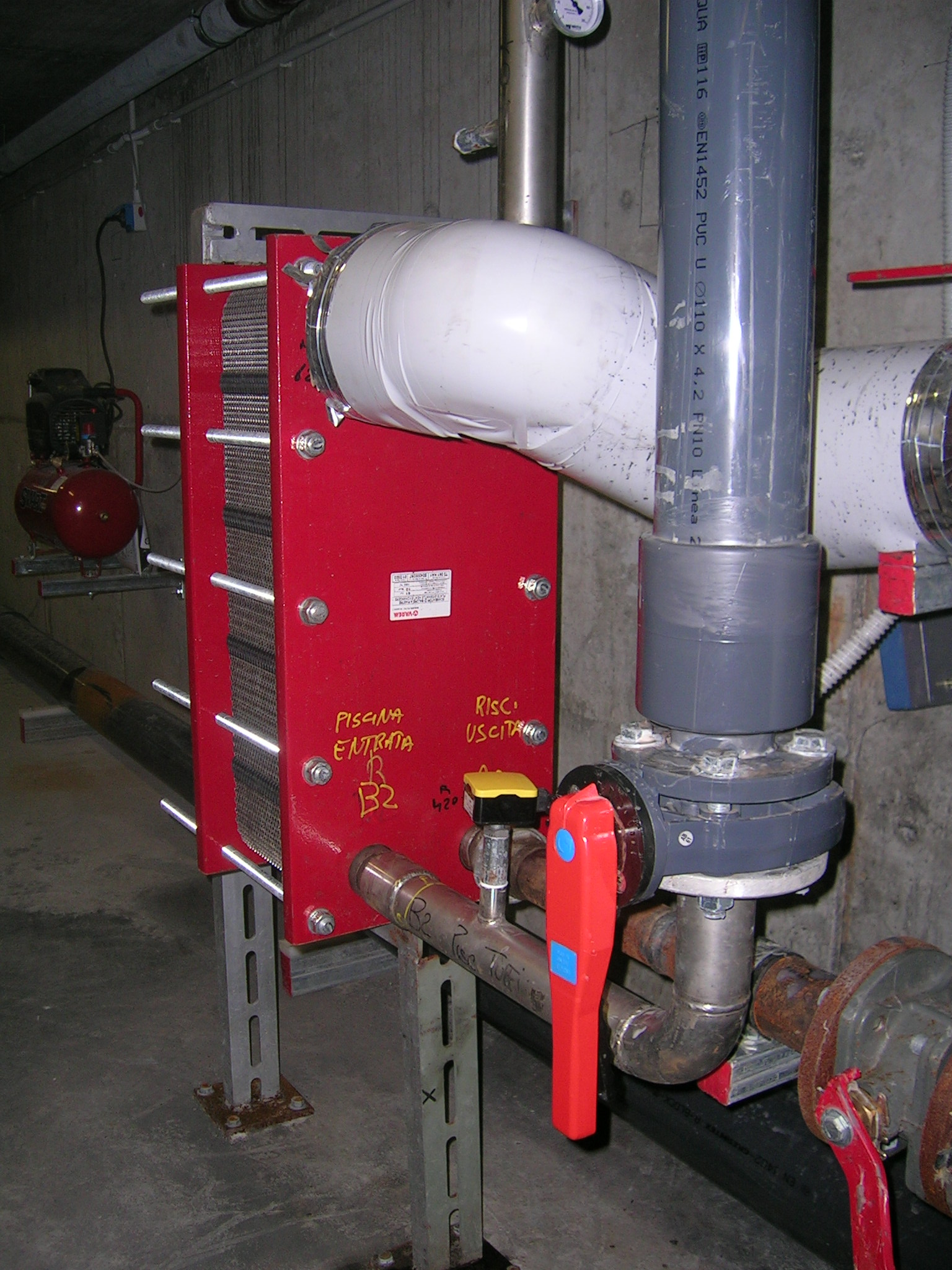
Scambiatore di calore a piastre intercambiabili applicato all'impianto termoidraulico di una piscina

Lo scambiatore a piastre viene impiegato nelle applicazioni di scambio tra svariati tipi di fluidi (acqua surriscaldata, oli idraulici, vapore ecc.), ed in tutti quei casi in cui bassi coefficienti di scambio dovuti a caratteristiche del liquido, o a basse velocità, richiedono speciali accorgimenti per l'incremento del coefficiente stesso. I limiti d'impiego sono normalmente temperature non superiori a 200-250 °C (a causa delle guarnizioni in gomma) e pressioni non superiori a 25-30 bar.

### Scambiatore a piastre per usi sanitari
Lo scambiatore a piastre per utilizzi sanitari è formato da un numero variabile di piastre in acciaio (a seconda della potenza che si vuole ottenere), che vengono attraversate dall'acqua riscaldata dal generatore, che per conduzione riscalda l'acqua sanitaria. In commercio si trovano due diverse tipologie di scambiatori a piastre: a piastre saldobrasate e a piastre intercambiabili. I modelli saldobrasati garantiscono una migliore resa a parità di superficie di scambio rispetto ai modelli a piastre intercambiabili, mentre i modelli a piastre intercambiabili, generalmente assemblate con tiranti, consentono l'ispezione e la manutenzione.

## Norme di progettazione
Per quanto riguarda i codici di calcolo e il dimensionamento meccanico, gli scambiatori a piastre sono considerati recipienti a pressione e quindi ci si riferisce alla Direttiva Europea 97/23/CE PED (norma armonizzata di riferimento EN 13445) o alle ASME VIII div.1.